# Brachycephalus leopardus
Brachycephalus leopardus é uma espécie de anfíbio da família Brachycephalidae. Endêmica do Brasil, pode ser encontrada na Serra do Araçatuba no município de Tijucas do Sul e no Morro dos Perdidos no município de Guaratuba, estado do Paraná.